# Вулиця Сонячна (Тернопіль)
Вулиця Сонячна — вулиця в житловому масиві «Східний» міста Тернополя.

## Відомості
Розпочинається від вулиці Польової, пролягає на південний схід до вулиці Андрія Малишка, де і закінчується. На вулиці розташовані приватні будинки.

## Транспорт
Рух вулицею — двосторонній, дорожнє покриття — асфальт. Громадський транспорт по вулиці не курсує, найближчі зупинки знаходяться на вулицях Андрія Малишка та Антона Манастирського.